# Taein-myeon
Taein-myeon (koreanska: 태인면) är en socken i stadskommunen Jeongeup i provinsen Norra Jeolla i den sydvästra delen av  Sydkorea, 210 km söder om huvudstaden Seoul.